# محمد فؤاد بدراوي
محمد فؤاد محسن بدراوي هو عضو الهيئة العليا لحزب الوفد الجديد، والسكرتير العام السابق للحزب. و هو حفيد فؤاد سراج الدين. من مواليد محافظة الدقهلية في 2 مايو عام 1953، حصل على ليسانس الحقوق، وكان عضوًا لمجلس مجلس الشعب عن دائرة نبروه لدورتين متتاليتين من 1995 الي 2005. سيطر فؤاد بدراوي على منصب  سكرتير عام حزب الوفد لعدة سنوات، منذ عهد كل من الدكتور السيد البدوي الرئيس الأسبق للحزب، والمستشار  بهاء أبو شقة، رئيس الوفد السابق، والعام الأول من عهد المستشار عبد السند يمامة، ويشغل بدراوي حاليا منصب عضو الهيئة العليا للحزب.

## الانتخابات الرئاسية 2024
قرر الترشح للانتخابات الرئاسية 2024 في 21 يونيو 2023 موضحا أنه: نزولًا على رغبة زملائي من أعضاء الهيئة الوفدية الكرام، الذين تواصلوا معي خلال الأيام القليلة الماضية، وطالبوني بأن أكون ممثلًا عنهم وباسمهم وتحت راية الوفد في الانتخابات الرئاسية المقبلة ، ورضوخًا لهذه الرغبة وهذه المطالب التي هي تكليف وليس تشريفا، وأمانة في عنقي، قررت إعلان ترشحي أمام من لديه الرغبة من زملائي أعضاء الهيئة العليا لخوض انتخابات رئاسة الجمهورية.